# Piecokominek

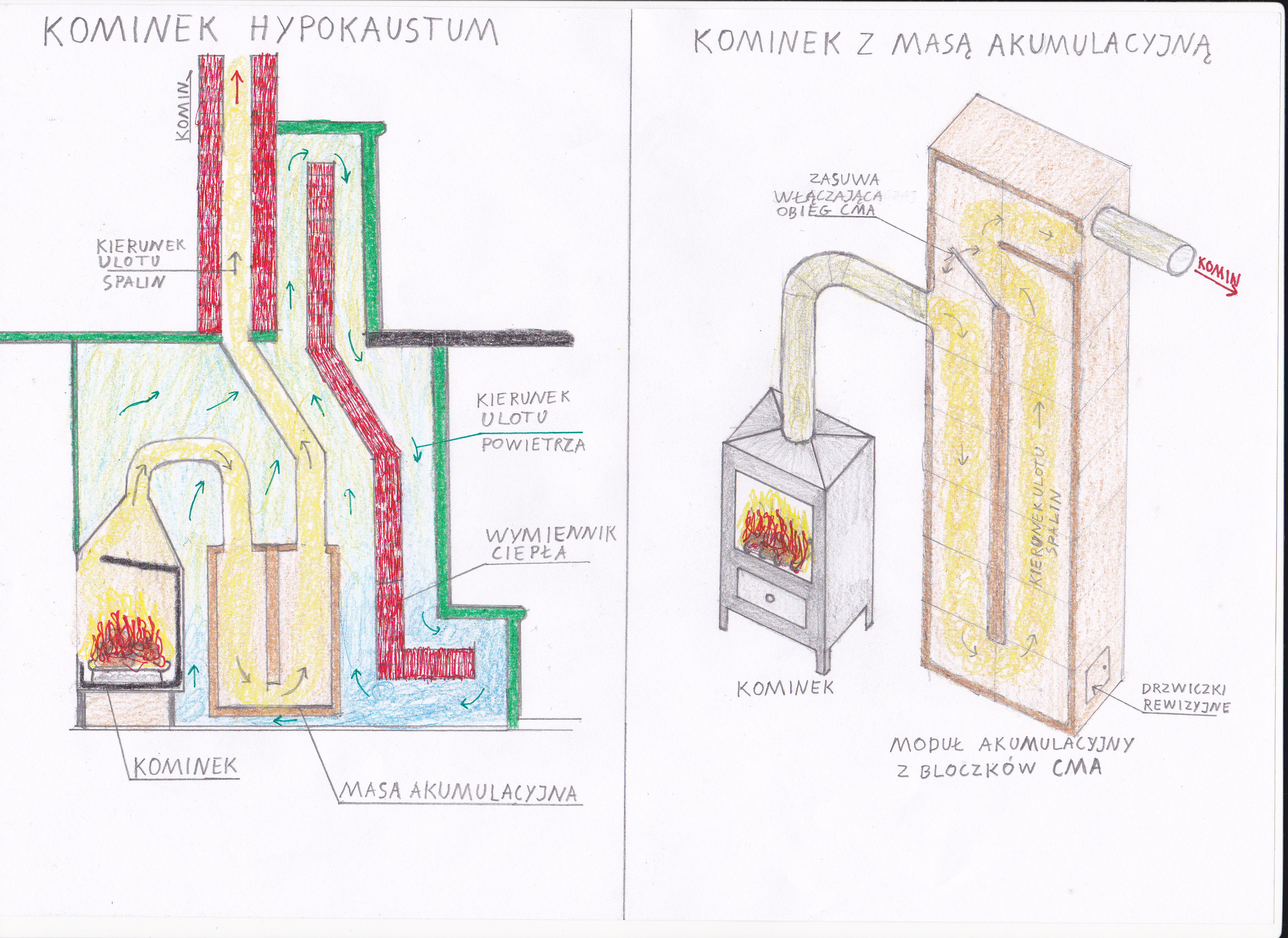
Piecokominek hypokaustum i z masą akumulacyjną

Piecokominek – urządzenie grzewcze z nakrytym paleniskiem służącym do ogrzewania pomieszczeń na paliwo stałe – najczęściej drewno.
Piecokominek łączy walory tradycyjnego pieca kaflowego oraz zwykłego kominka. Piecokominek posiada dłuższy czas oddawania ciepła niż zwykły kominek, ponieważ gromadzi ciepło w części akumulacyjnej. Piecokominek ma dużą bezwładność cieplną, co eliminuje szybkie zmiany temperatury: piec wolno się rozgrzewa, ale i długo zachowuje ciepło, co przy jednokrotnym załadunku paliwa wystarcza na 8-15 godzin. Czas grzania jest jednak zależny od wielkości, wymiarów i typu części akumulacyjnej kominka.
Do największych zalet piecokominka zalicza się:
- prosty i stosunkowo szybki montaż z gotowych elementów prefabrykowanych,
- wzrost sprawności całego zespołu,
- zmniejszone zapotrzebowanie na paliwo w porównaniu do zwykłego kominka,
- wydłużenie czasu oddawania ciepła.

## Budowa

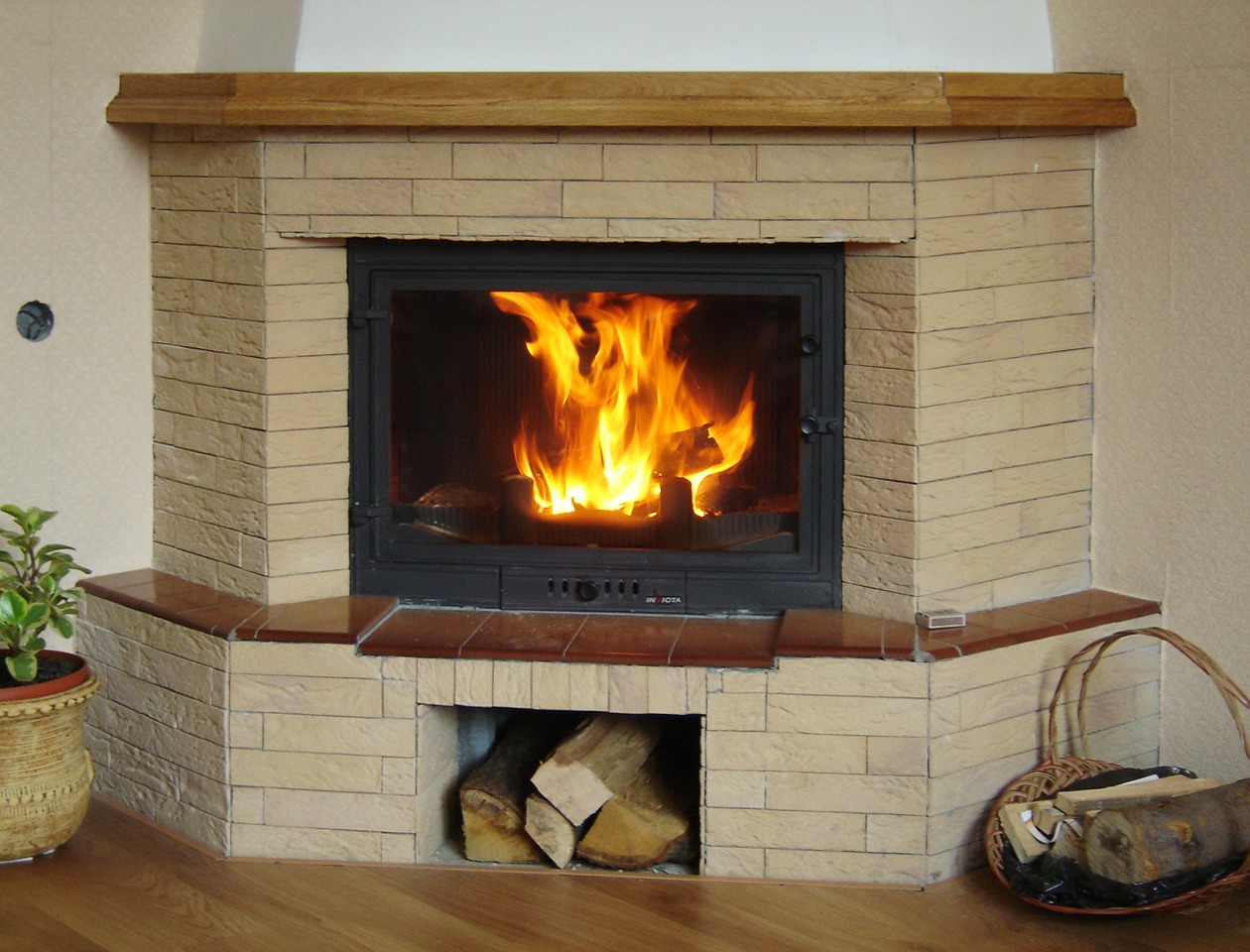
Kominek

Piecokominek jest z wyglądu bardzo podobny do zwykłego kominka; składa się jednak z paleniska ceramicznego, w którym spalane jest drewno, systemu odbioru ciepła ze spalin, oraz z zabudowy (obudowy kominkowej) wykonanej z materiałów ceramicznych dobrze przewodzących ciepło.
Wspomniany system odbioru ciepła zbudowany jest najczęściej z ceramicznych modułów akumulacyjnych. Zastosowanie kształtek - kanałów dymowo-grzewczych wydłuża drogę spalin, przez co bardziej je schładzamy (z około 500-800 °C do 150-200 °C) i mniej ciepła oddajemy do atmosfery. Sprawność cieplna piecokominka jest dzięki temu wyższa niż zwykłego kominka z wkładem. Ilość i rodzaj modułów jest dobierana według, kubatury ogrzewanych pomieszczeń, ilości spalanego paliwa. Przyjmuje się, że na 1 kg spalanego paliwa potrzeba 50-70kg masy akumulacyjnej,
Bloczki ceramiczne tworzące przewód kominowy są jednakowego przekroju, co minimalizuje opory przepływu, przyjmuje się straty rzędu ok. 0,4Pa/m. Do wykończenia kominka używa się tynków i zapraw zduńskich odpornych na wysokie temperatury (nawet do 1100 °C). Można zastosować również kamień naturalny lub kafle.

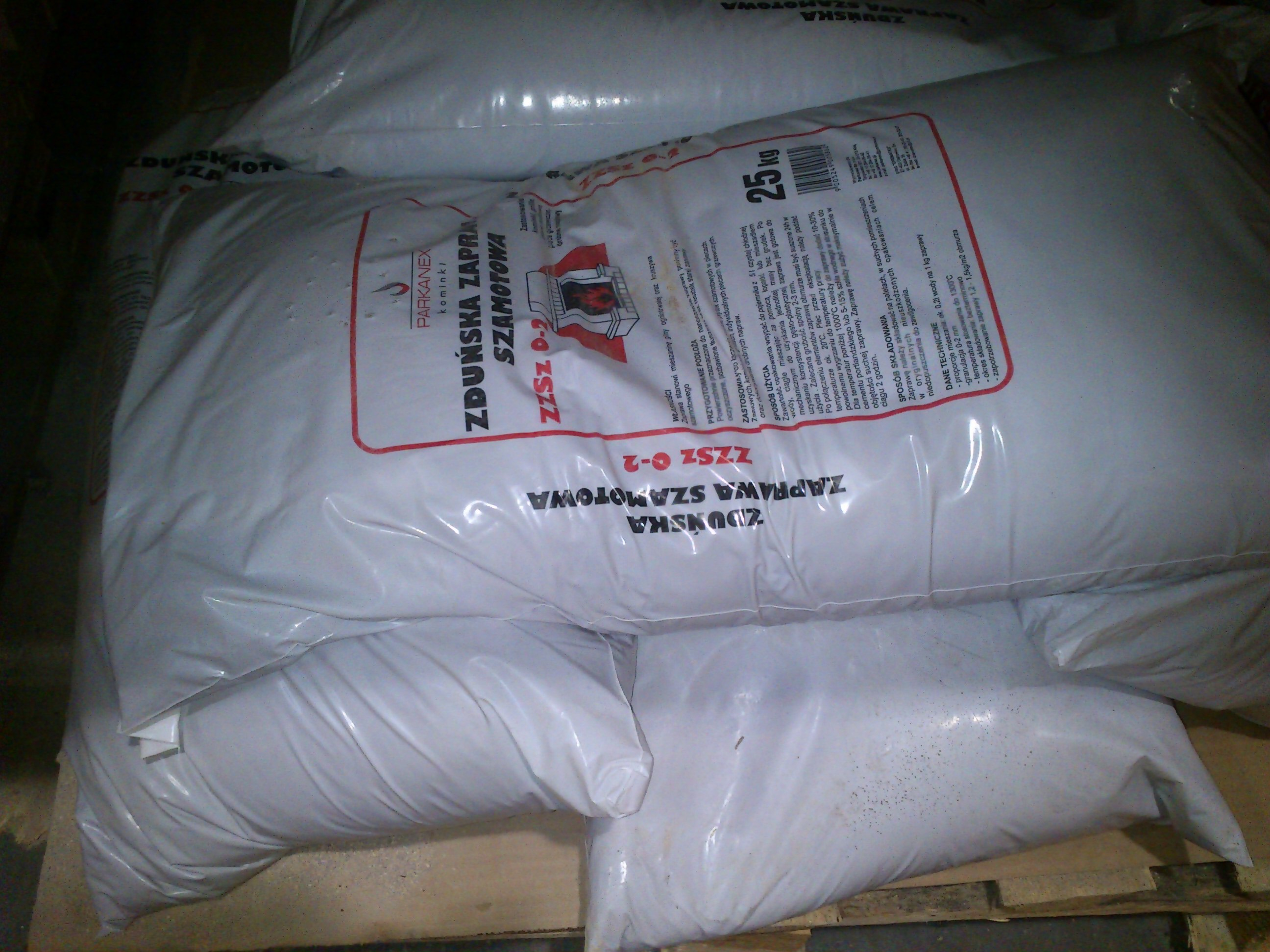
Zaprawa zduńska przeznaczona do kominków

Ceramiczne płyty szczególnie nadają się do budowy zewnętrznego płaszcza kominka jak i części konstrukcyjnych piecokominka.

## Rodzaje piecokominków
- "Z masą akumulacyjną", gdzie część ceramiczna akumuluje ciepło. Przekazywanie ciepła odbywa się poprzez promieniowanie i konwekcję z paleniska i kratek kominowych oraz poprzez promieniowanie z kształtek ceramicznych. Zalety:
  - wydłużony czas oddawania ciepła z kilku do kilkunastu godzin przy jednokrotnym rozpaleniu,
  - wymagają rzadszej obsługi,
  - masa akumulacyjna podwyższa sprawność procesu,
  - oszczędność zużytego opału,
  - oddają ciepło głównie przez promieniowanie (najprzyjemniejszy dla człowieka),
  - odzysk ciepła zawartego w spalinach (minimalizacja strat).
- "Typu hypokaustum"[3]. Przekazywanie ciepła odbywa się przez rozbudowaną powierzchnie obudowy pieca znajdującego się w centralnej części domu ogrzewającego sąsiadujące z nim pomieszczenia. W czasach rzymskich piec mógł się znajdować nawet pod powierzchnią pomieszczenia. Często ściany i posadzki budowano tak, aby były w nich kanały rozprowadzające gorące powietrze nagrzane przez piec które ogrzewało ściany budynku.
- "Z płaszczem wodnym"[4], gdzie w dwuwarstwowym wkładzie kominkowym ciepło z rozgrzanej komory spalania przekazywane jest wodzie krążącej w przestrzeni okalającej palenisko, płaszcz wodny połączony jest z wymiennikiem ciepła znajdującym się nad kominkiem w którym rozgrzane spaliny oddają ciepło wodzie krążącej w wymienniku. Woda przepływając przez oba te wymienniki podgrzewa się do 70-80 °C. Pozostałe ciepło jest wypromieniowywane do pomieszczenia od frontu kominka.

Drugi typ stosuje się jako źródło ciepła dla domów pasywnych i energooszczędnych.
Ponadto rozróżnia się dwa sposoby umieszczenia masy akumulacyjnej:
- z boku wkładu kominkowego,
- umieszczona bezpośrednio nad wkładem kominkowym.